# 水床
水床，是指用水填充的床或床垫。往往由内部的高分子水袋和外层织物构成。因为可以贴合人的曲线，让人感到舒适，并有一定的理疗效果。根据软硬程度可以分为软水床和硬水床。

## 历史
19世纪的苏格兰发明家尼尔·阿诺特发明了最早的水床，他没有申请专利。20世纪科幻小说家罗伯特·海因莱因也在其一系列小说中描述了一种有理疗效用的水床，但他并没有制作这种水床。十九世纪七十年代水床在发达国家流行开来。早期的水床内部没有隔断，所以波动很大。
现代的水床出現於1969年，於1970年代獲得專利，内部会分隔成几个相互连通的水室，以减少波动。还有加热装置，可以控制水温。还有的水床内部增加了气室以减轻重量。

## 优缺点
优点：
- 贴合人体曲线，减少身体各部位特别是关节的压力。可以治疗或缓解某些背痛。也可减少一些长期卧床的人得褥疮的风险[2]。
- 便于清理。水床外层的织物可以取下彻底清洗，水袋表面也易于擦拭干净。因此可以去除螨虫、床虫。

缺点：
- 可能会漏水，而且拉链等尖锐物体会刺穿水袋，造成漏水。
- 有些公寓出租合约会禁止使用水床，以防止可能的泄漏造成财产损坏。